# Fiesta Nacional de la Leche
Es una Fiesta Nacional que se festeja en la República Argentina para homenajear al productor lácteo.
Se celebra el primer sábado de diciembre de todos los años en la ciudad de Totoras, Provincia de Santa Fe. Asisten delegaciones de distintas localidades del país y durante su transcurso se elige a la Reina Nacional de la leche.
Esta fiesta fue declarada nacional en 1965 durante la presidencia de Dr. Arturo Umberto Illia, designando entidad organizadora al Unión Football Club de la ciudad sede.
La Fiesta Nacional de la Leche 2011 ofrece una renovada y completa agenda de actividades.
La exposición de lechería más importante de Santa Fe, donde productores, asesores técnicos, docentes y estudiantes encuentran todas las novedades en materia de capacitación. Un atractivo espacio de encuentro entre empresas y proveedores de insumos lácteos con sus potenciales clientes.
Seminario de Capacitación: Ciclo de conferencias dicta- das por reconocidos técnicos y profesionales donde se abordan diversas temáticas del sector.
Taller para Veterinarios: Disertación de prestigiosos profesionales que exponen tópicos actuales de gran interés los cuales buscan brindar respuestas a las diversas proble- máticas planteadas por el público.
Concurso de Quesos Artesanales Regionales:
Certamen cuyo principal objetivo es generar un estímulo en los productores para que mejoren aspectos que hacen a la calidad de sus quesos. Por la participación, todo productor recibirá un informe escrito con el detalle de las cualidades y defectos de sus productos y sus posibles causas y soluciones. Asimismo contarán con una devolución por parte del jurado una vez finalizada la evaluación sensorial.
Degustación de Quesos: Ciclo de talleres interactivos, abiertos al público, que brindan sencillas y útiles herramien- tas para incorporar distintas variedades de quesos a la mesa familiar, como también aprender originales formas de maridarlos con alimentos y cepas de vinos.
Exhibición de productos: Una amplia oferta de productos y servicios de las empresas más reconocidas del sector.